# Mónika Orbán
Mónika Orbán (Budapest, 15 marzo 1970) è un'ex cestista ungherese.

## Carriera
Con l'Ungheria ha disputato i Campionati europei del 1993.